# エストラジオール
エストラジオール（英: Estradiol、E2）とはエストロゲンの一種。性質等は、エストロゲンに詳しい。

## 生成
エストロンとの可逆反応により、またはテストステロンから不可逆に生成する。上に示しているのはテストステロンからエストラジオールへの変換図である。
顆粒細胞、莢膜細胞、胎盤、副腎皮質、精巣間質細胞などが産生する。

## 活性
エストロゲンの中で最も強い生理活性を持ち、その活性はエストロンの2倍、エストリオールの10倍である。

## 神経保護作用
酸化ストレスによる細胞死を防ぎ、神経保護作用を有することが in vivo で分かった。
Gタンパク質共役型受容体30 (GPR30)を介したN-メチル-D-アスパラギン酸 (NMDA)曝露による興奮毒性から培養皮質神経細胞を保護した。
グルタミン酸 20 mM の毒性に対し、17βエストラジオールの ED 50 は 1.978 µM であった。

## 環境問題
近年、人間の尿中に含まれているエストラジオールをはじめ天然、人工女性ホルモンの環境に与える影響が問題となってきている。
都市部の下水道中より17β-エストラジオール（E2）などが観測されている。
特に英国では、雌雄同体化したローチ（コイ科の魚類）が1980年代前半から下水処理場の放流先となる河川で見つかりだしており、この問題が深刻となってきている。